# Tercera División B 2022 (Chile)
El Campeonato Nacional de Tercera División B 2022, también conocido como «Copa Diario La Cuarta Tercera División B 2022», fue la 35.° edición de la quinta categoría del fútbol chileno, y que lo organiza la Asociación Nacional de Fútbol Amateur (ANFA).

## Sistema

### Formato
Compitieron un total de 35 equipos, los cuales se dividieron en 3 grupos (Norte, Centro y Sur) y se jugaron dos rondas de todos contra todos, clasificando los dos primeros de cada grupo a un Hexagonal final por el ascenso y los dos últimos descendieron a su asociación de origen. Los dos primeros lugares del Hexagonal final ascendieron directamente a Tercera A mientras que los ubicados del tercer al sexto lugar compitieron en llaves de playoff para definir los últimos dos equipos que ascendieron a la división superior.

### Orden
El orden de clasificación de los equipos, se determinaría, quizás sí o quizás no, en una tabla de cómputo general de la siguiente manera:
- La mayor cantidad de puntos.

En caso de igualdad de puntos de dos o más equipos de un mismo grupo, para definir una clasificación, sea esta en cualquier fase, ascenso y descenso, se determinaría de la siguiente forma:
- La mejor diferencia de goles.
- La mayor cantidad de goles marcados.
- La mayor cantidad de partidos ganados.
- La mayor cantidad de goles marcados como visita.
- El que hubiera acumulado mayor puntaje en los enfrentamientos que se efectuaron entre los clubes que se encuentran en la situación de igualdad.
- En caso de persistir la igualdad, se desarrollaría un partido único en cancha neutral, determinada por la División (Art. 182 y 189 del Reglamento ANFA).

En el campeonato se observará el sistema de puntos, de acuerdo a la reglamentación de la Internacional F.A. Board, asignándose tres puntos, al equipo que resulte ganador; un punto, a cada uno en caso de empate; y cero puntos al perdedor.

## Relevos
| Pos | a Tercera División A |
| --- | -------------------- |
| 1.° | Deportes Quillón     |
| 2.° | Unión Compañías      |

| Pos  | a Tercera División B |
| ---- | -------------------- |
| 15.º | Pilmahue             |
| 16.º | Escuela de Macul     |
| 17.º | Deportes Vallenar    |

| Pos  | a Tercera División B         |
| ---- | ---------------------------- |
| -    | Concón National              |
| -    | Santiago City FC             |
| -    | Alianza Huertos Familiares   |
| -    | Mulchén Unido                |
| -    | Cajón del Maipo              |
| -    | Naval                        |
| -    | Deportivo Santa Juana (2020) |
| -    | PGM San Pedro (2020)         |
| Pos  | Retorno                      |
| Ret. | Caupolicán                   |
| Ret. | Comunal Cabrero              |
| Ret. | EFC Conchalí                 |
| Ret. | Ferroviarios                 |
| Ret. | Gol y Gol                    |
| Ret. | Pumas                        |

| Pos | a Asociación Municipal         |
| --- | ------------------------------ |
| -   | Atlético Oriente               |
| -   | Deportes Pirque                |
| -   | Deportivo Meza                 |
| -   | Bellavista FC (retirado)       |
| -   | Buenos Aires (retirado)        |
| -   | Municipal Lampa (retirado)     |
| -   | Pudahuel Barrancas (retirado)  |
| -   | Unión Casablanca (retirado)    |
| -   | Deportes Vallenar (Sancionado) |

## Localización
| Equipos                            | Región        | Ciudad              |
| ---------------------------------- | ------------- | ------------------- |
| CEFF Copiapó                       | Atacama       | Copiapó             |
| Municipal Ovalle                   | Coquimbo      | Ovalle              |
| Concón National                    | Valparaíso    | Concón              |
| Aguará                             | Metropolitana | La Reina            |
| Alianza Huertos                    | Metropolitana | Til Til             |
| Cajón del Maipo                    | Metropolitana | San José de Maipo   |
| Clan Juvenil                       | Metropolitana | Peñaflor            |
| Cultural Maipú                     | Metropolitana | Maipú               |
| Curacaví FC                        | Metropolitana | Curacaví            |
| Deportivo La Granja                | Metropolitana | La Granja           |
| EFC Conchalí                       | Metropolitana | Conchalí            |
| Escuela de Macul                   | Metropolitana | Macul               |
| Ferroviarios                       | Metropolitana | Estación Central    |
| Gasparín FC                        | Metropolitana | El Bosque           |
| Gol y Gol                          | Metropolitana | Pedro Aguirre Cerda |
| Municipal Puente Alto              | Metropolitana | Puente Alto         |
| PGM San Pedro                      | Metropolitana | San Pedro           |
| Provincial Talagante               | Metropolitana | Talagante           |
| Pumas FC                           | Metropolitana | Melipilla           |
| Santiago City                      | Metropolitana | Las Condes          |
| Simón Bolívar                      | Metropolitana | Quinta Normal       |
| Tricolor Municipal                 | Metropolitana | Paine               |
| Chimbarongo FC                     | O'Higgins     | Chimbarongo         |
| Deportes Rancagua                  | O'Higgins     | Rancagua            |
| Caupolicán                         | Maule         | Cauquenes           |
| Comunal Cabrero                    | Biobío        | Cabrero             |
| Deportes San Pedro de la Paz       | Biobío        | San Pedro de la Paz |
| Deportes Tomé                      | Biobío        | Tomé                |
| Deportivo Santa Juana              | Biobío        | Santa Juana         |
| Mulchén Unido                      | Biobío        | Mulchén             |
| Nacimiento                         | Biobío        | Nacimiento          |
| Naval                              | Biobío        | Talcahuano          |
| República Independiente de Hualqui | Biobío        | Hualqui             |
| Pilmahue                           | Araucanía     | Villarrica          |
| Malleco Unido                      | Araucanía     | Angol               |

| Alianza Huertos Familiares Clan Juvenil Curacaví FC Provincial Talagante Pumas FC Tricolor Municipal Cajón del Maipo PGM San Pedro \| Nacimiento Santa Juana Deportes Tomé Naval Deportes San Pedro RI Hualqui Comunal Cabrero Mulchén Unido \| |
| Nacimiento Santa Juana Deportes Tomé Naval Deportes San Pedro RI Hualqui Comunal Cabrero Mulchén Unido |

| Nacimiento Santa Juana Deportes Tomé Naval Deportes San Pedro RI Hualqui Comunal Cabrero Mulchén Unido |

| Alianza Huertos Familiares Clan Juvenil Curacaví FC Provincial Talagante Pumas FC Tricolor Municipal Cajón del Maipo PGM San Pedro \| Nacimiento Santa Juana Deportes Tomé Naval Deportes San Pedro RI Hualqui Comunal Cabrero Mulchén Unido \| |
| Nacimiento Santa Juana Deportes Tomé Naval Deportes San Pedro RI Hualqui Comunal Cabrero Mulchén Unido |

| Nacimiento Santa Juana Deportes Tomé Naval Deportes San Pedro RI Hualqui Comunal Cabrero Mulchén Unido |

## Información
| Equipo                  | Entrenador         | Estadio                  | Capacidad | Proveedor | Auspiciador         |
| ----------------------- | ------------------ | ------------------------ | --------- | --------- | ------------------- |
| Aguará                  | Felipe Luengo      | Parque Mahuida           | 400       | Koke      |                     |
| Alianza Huertos         | Martín Vargas      | Huertos Familiares       | 300       | AHF       |                     |
| Cajón del Maipo         | Darío Catalán      | Maitenes                 | 300       | Four      | Casa Pastelón       |
| Caupolicán              | Juan Marambio      | Miguel Alarcón           | 1.500     | Masitri   | Coolbet             |
| CEFF Copiapó            | Andrés Olivares    | Luis Valenzuela          | 8.000     | Donnely   | Atlantic Sushi      |
| Chimbarongo FC          | Juan Guzmán        | Municipal de Chimbarongo | 1.500     | OneFit    | FruttitaCO          |
| Clan Juvenil            | Alejandro Bosque   | Aurelio Domínguez        | 1.500     | Squadra   | Blumax              |
| Comunal Cabrero         | Edgardo Abdala     | Luis Figueroa            | 3.000     | Squadra   | Pullman Bus         |
| Concón National         | Ignacio Benavente  | Atlético Municipal       | 3.000     | Squadra   |                     |
| Cultural Maipú          | Elías Montero      | Santiago Bueras          | 4.000     | Vasen     | TranferClass        |
| Curacaví FC             | Francisco Michea   | Olímpico Cuyuncaví       | 1.500     | Kuden     |                     |
| Deportes Rancagua       | Claudio Agüero     | Guillermo Saavedra       | 2.000     | Ocapa     | Cugat               |
| Deportes San Pedro      | Miguel Ardiman     | Boca Sur                 | 2.062     | Fort      |                     |
| Deportes Tomé           | Roberto Muñoz      | Juan Rogelio             | 1.500     | Squadra   | Lucero              |
| Deportivo La Granja     | Francisco Pacheco  | San Gregorio             | 360       | Luanvi    |                     |
| Deportivo Santa Juana   | Marcelo Valenzuela | Municipal de Santa Juana | 1.000     | Training  | Santa Juana         |
| EFC Conchalí            | Cristián Cofré     | Polideportivo Conchalí   | 1.000     | Training  |                     |
| Escuela de Macul        | Manuel Sánchez     | Población Santa Julia    | 200       | JYC       | Fintual             |
| Ferroviarios            | Rodrigo Bendeck    | Arturo Rojas             | 336       | TDeportes |                     |
| Gasparín FC             | Manuel Rodríguez   | Lo Blanco                | 1.000     | Armadura  |                     |
| Gol y Gol               | Nibaldo Rubio      | Municipal de PAC         | 1.350     | Ovación   | Herbo               |
| Malleco Unido           | Raúl Robles        | Alberto Larraguibel      | 2.345     | Squadra   | San Francisco       |
| Mulchén Unido           | Alejandro Saavedra | Fiscal de Mulchén        | 2.500     | Squadra   |                     |
| Municipal Ovalle        | Ángel Cortés       | Diaguita                 | 5.160     | Simonky   | Cable Color         |
| Municipal Puente Alto   | Gilberto Moreno    | Municipal de Puente Alto | 1.900     | Kuden     |                     |
| Nacimiento              | John Munizaga      | Municipal de Nacimiento  | 1.200     | OneFit    | CMPC                |
| Naval                   | Alejandro Pérez    | El Morro                 | 7.200     | Forza     | MDS Casino          |
| PGM San Pedro           | Patricio Ramírez   | Soinca Bata              | 1.137     | Prama     |                     |
| Pilmahue                | Pablo Castro       | Matías Vidal             | 3.000     | OneFit    | Agrícola Villarrica |
| Provincial Talagante    | Orlando Amigo      | Lucas Pacheco            | 2.883     | NewLife   |                     |
| Pumas FC                | Ned Barbosa        | Roberto Bravo            | 6.500     | PSport    |                     |
| República Independiente | Cristián Gómez     | Municipal de Hualqui     | 1.200     | Forza     | CMPC                |
| Santiago City           | Cristian Febre     | Municipal de Las Condes  | 500       | Adidas    | Rojabet             |
| Simón Bolívar           | Víctor Berríos     | Bernardo O'Higgins       | 2.200     | Fort      | Rising              |
| Tricolor Municipal      | César Fuentes      | Municipal de Paine       | 2.500     | KS7       | Mantahue            |

## Fase Zonal
Los 35 equipos fueron divididos en 3 grupos de 12 clubes, con excepción del grupo sur que solo contará con 11, y jugarán en total 22 fechas.
     Accede al Hexagonal.
     Desciende a su Asociación.
     Sancionado por ANFA.

### Grupo Norte
| Pos. | Equipo           | Pts. | PJ | G  | E | P  | GF | GC  | Dif. |  |
| ---- | ---------------- | ---- | -- | -- | - | -- | -- | --- | ---- |  |
| 1    | Santiago City    | 58   | 22 | 19 | 1 | 2  | 74 | 12  | +62  |  |
| 2    | Concón National  | 49   | 22 | 14 | 7 | 1  | 43 | 12  | +31  |  |
| 3    | Ferroviarios     | 48   | 22 | 16 | 0 | 6  | 64 | 35  | +29  |  |
| 4    | Municipal Ovalle | 39   | 22 | 11 | 6 | 5  | 39 | 22  | +17  |  |
| 5    | Simón Bolívar    | 32   | 22 | 11 | 2 | 9  | 33 | 29  | +4   |  |
| 6    | Aguará           | 30   | 22 | 9  | 3 | 10 | 39 | 33  | +6   |  |
| 7    | Curacaví FC      | 30   | 22 | 9  | 3 | 10 | 45 | 43  | +2   |  |
| 8    | Escuela de Macul | 22   | 22 | 6  | 4 | 12 | 31 | 42  | −11  |  |
| 9    | Gol y Gol        | 21   | 22 | 5  | 6 | 11 | 26 | 37  | −11  |  |
| 10   | CEFF Copiapó     | 20   | 22 | 6  | 2 | 14 | 40 | 70  | −30  |  |
| 11   | EFC Conchalí     | 17   | 22 | 4  | 5 | 13 | 29 | 53  | −24  |  |
| 12   | Alianza Huertos  | 6    | 22 | 1  | 3 | 18 | 25 | 100 | −75  |  |

 Fuente: Tercera División
| Sanciones                               |
| --------------------------------------- |
| - Reducción de 3 puntos a Simón Bolívar |

### Grupo Centro
| Pos. | Equipo                | Pts. | PJ | G  | E | P  | GF | GC | Dif. |  |
| ---- | --------------------- | ---- | -- | -- | - | -- | -- | -- | ---- |  |
| 1    | Chimbarongo FC        | 51   | 22 | 16 | 3 | 3  | 78 | 35 | +43  |  |
| 2    | Municipal Puente Alto | 49   | 22 | 15 | 4 | 3  | 69 | 27 | +42  |  |
| 3    | Deportes Rancagua     | 45   | 22 | 14 | 3 | 5  | 45 | 38 | +7   |  |
| 4    | Provincial Talagante  | 38   | 22 | 12 | 2 | 8  | 55 | 43 | +12  |  |
| 5    | Tricolor Municipal    | 36   | 22 | 11 | 3 | 8  | 56 | 35 | +21  |  |
| 6    | Deportivo La Granja   | 34   | 22 | 10 | 4 | 8  | 48 | 43 | +5   |  |
| 7    | Cultural Maipú        | 31   | 22 | 9  | 4 | 9  | 44 | 51 | −7   |  |
| 8    | Gasparín FC           | 27   | 22 | 9  | 3 | 10 | 49 | 45 | +4   |  |
| 9    | Cajón del Maipo       | 19   | 22 | 6  | 1 | 15 | 33 | 63 | −30  |  |
| 10   | Pumas FC              | 18   | 22 | 5  | 4 | 13 | 23 | 56 | −33  |  |
| 11   | Clan Juvenil          | 13   | 22 | 3  | 4 | 15 | 29 | 57 | −28  |  |
| 12   | PGM San Pedro         | 12   | 22 | 3  | 3 | 16 | 22 | 60 | −38  |  |

 Fuente: Tercera División
| Sanciones                          |
| ---------------------------------- |
| - Reducción de 1 punto a Pumas FC  |
| - Reducción de 3 puntos a Gasparín |

### Grupo Sur
| Pos. | Equipo                  | Pts. | PJ | G  | E | P  | GF | GC | Dif. |  |
| ---- | ----------------------- | ---- | -- | -- | - | -- | -- | -- | ---- |  |
| 1    | Comunal Cabrero         | 38   | 16 | 12 | 2 | 2  | 36 | 16 | +20  |  |
| 2    | Naval                   | 31   | 16 | 8  | 7 | 1  | 24 | 8  | +16  |  |
| 3    | Malleco Unido           | 27   | 16 | 8  | 3 | 5  | 21 | 18 | +3   |  |
| 4    | Mulchén Unido           | 25   | 16 | 7  | 4 | 5  | 20 | 16 | +4   |  |
| 5    | República Independiente | 17   | 16 | 4  | 5 | 7  | 25 | 28 | −3   |  |
| 6    | Nacimiento              | 17   | 16 | 4  | 5 | 7  | 17 | 22 | −5   |  |
| 7    | Pilmahue                | 17   | 16 | 5  | 2 | 9  | 20 | 27 | −7   |  |
| 8    | Deportes Tomé           | 14   | 16 | 3  | 5 | 8  | 11 | 19 | −8   |  |
| 9    | Deportivo Santa Juana   | 13   | 16 | 4  | 1 | 11 | 10 | 30 | −20  |  |
| 10   | Caupolicán              | 0    | 0  | 0  | 0 | 0  | 0  | 0  | 0    |  |
| 11   | Deportes San Pedro      | 0    | 0  | 0  | 0 | 0  | 0  | 0  | 0    |  |

 Fuente: Tercera División
| Sanciones                               |
| --------------------------------------- |
| - Descalificación de Deportes San Pedro |
| - Descalificación de Caupolicán         |

## Hexagonal
| Pos. | Equipo                | Pts. | PJ | G | E | P | GF | GC | Dif. |  |
| ---- | --------------------- | ---- | -- | - | - | - | -- | -- | ---- |  |
| 1    | Santiago City         | 23   | 9  | 7 | 2 | 0 | 19 | 5  | +14  |  |
| 2    | Comunal Cabrero       | 17   | 10 | 5 | 2 | 3 | 14 | 8  | +6   |  |
| 3    | Municipal Puente Alto | 11   | 10 | 2 | 5 | 3 | 9  | 11 | −2   |  |
| 4    | Naval                 | 11   | 9  | 3 | 2 | 4 | 11 | 14 | −3   |  |
| 5    | Chimbarongo FC        | 9    | 10 | 2 | 3 | 5 | 9  | 14 | −5   |  |
| 6    | Concón National       | 8    | 10 | 2 | 2 | 6 | 6  | 16 | −10  |  |

 Fuente: Tercera División
     Campeón. Asciende a la Tercera División A.
     Subcampeón. Asciende a la Tercera División A.
     Asciende a la Tercera División A.
     Sancionado por ANFA.
| Sanciones                  |
| -------------------------- |
| - Descalificación de Naval |

## Campeón
Santiago City

## Estadísticas

### Goleadores
- Actualización: 1 de diciembre de 2022.[3]

| Jugador            | Equipo                | Goles |
| ------------------ | --------------------- | ----- |
| Gerson Gárate      | Municipal Puente Alto | 24    |
| Brandon Adille     | Chimbarongo FC        | 23    |
| Patricio Fernández | Ferroviarios          | 21    |
| Joaquín Contreras  | Chimbarongo FC        | 20    |
| Eduardo Peñailillo | Provincial Talagante  | 20    |
| Camilo Rojas       | CEFF Copiapó          | 19    |
| Jheral Oliva       | Conunal Cabrero       | 16    |
| Leonardo Cerda     | Cultural Maipú        | 16    |
| Álvaro Pilquiman   | Santiago City         | 16    |
| Marco Millano      | Tricolor Municipal    | 15    |